# Dinastia IX d'Egipte
La dinastia IX fou una de les quatre dinasties del primer període intermedi de l'antic Egipte.
Probablement, amb la pèrdua de poder i prestigi dels faraons de Memfis, els monarques d'Herakleòpolis es van proclamar sobirans, van dominar l'Egipte mitjà i es van enfrontar amb els faraons de Memfis durant bastant de temps; el resultat final de la lluita no és conegut amb certesa, però els heracleopolitans van arribar a dominar el delta o almenys una part, van expulsar els emigrants asiàtics de la regió i van fortificar la frontera oriental; pel mateix temps que a Herakleòpolis, a Tebes el nomarca també es va fer independent i va dominar l'Alt Egipte. Heròdot diu que, després d'un temps amb diversos poders regionals, Herakleòpolis va prendre el poder al nord, i Tebes al sud. Les lluites amb els tebans van durar uns anys, especialment a la regió al nord d'Abidos, fins que Tebes, que va tenir un govern o una successió més estable, finalment es va imposar a Herakleòpolis.
La llista d'Abidos no esmenta els reis d'Herakleòpolis, car segurament els seus redactors consideraven legítima la dinastia que regnava a Memfis i, per tant, usurpadors els altres. La llista de Saqqara no considera cap rei legítim després de Pepi II, quan van començar els disturbis i van sorgir aspirants a la reialesa en més d'un lloc. Només el papir de Torí, redactat a Tebes, dona la llista de faraons, els quals després derrotarà la dinastia tebana, establint així la legitimat del seu poder. El papir dona un total de 18 faraons, però no els divideix en dues dinasties com resulta en Manethó.
Les seves dates serien vers el 2150 aC fins al 2050 aC. La dinastia va governar almenys entre Herakleòpolis i Abidos. Se l'anomena sovint "casal de Khety" perquè molts dels sobirans es van dir Khety.
Entre els seus mèrits, cal esmentar treballs d'irrigació, restabliment del comerç amb la fenícia Biblos, i l'inici d'escriure texts als taüts.
La llista de 18 faraons que dona el papir de Torí està danyada en part i 9 noms no es poden llegir, 3 només se sap que hi són per la suma, i d'altres només es poden llegir en part:
- Neferkare Khety
- Senen...
- Meribre ?
- Shed...y
- H...
- Nou faraons dels quals el nom s'ha perdut
- Tres faraons que no apareixen més que a la suma

Per altres fonts, s'ha pogut reconstruir la llista de faraons (l'ordre és dubtós):
- Khety I Akhtoy
- Merybre
- Neferkare III
- Khety II
- Senen…
- Isu
- Neferkare Ankhtify
- Ouakha-Re Khety III
- Khety IV
- Merykare
- Khety V
- Shed...y
- H...
- Kaneferre
- Neferkare Akhtoy ?
- Meryhathor (suposat fundador de la dinastia X)
- Wahkare Akhtoy
- Iytjenu
- Isu
- Khui